# Skowronno Górne
Skowronno Górne – wieś w Polsce, położona w województwie świętokrzyskim, w powiecie pińczowskim, w gminie Pińczów.
| SIMC    | Nazwa  | Rodzaj    |
| ------- | ------ | --------- |
| 0263432 | Ogrody | część wsi |

W latach 1975–1998 miejscowość administracyjnie należała do województwa kieleckiego.